# C21 (组合)
C21是丹麦一个已解散的男子音乐组合，由Søren Bregendal（主唱，作词，监制和键盘）、Esben Duus（主唱，作词，吉他）和David Pepke（主唱，作词，吉他）组成。该团体在丹麦销售了40,000张唱片, 在亚洲更有250,000张唱片的成绩。
C21的第二张专辑《Listen》是该组合的最后一张专辑，于2004年5月24日发行，包含两首单曲。其中的“All That I Want”进入2004年4月30日的第6届丹麦单曲榜。
2005年3月，Esben Duus离开该组合，而在第三张专辑录制期间，随着Søren Bregendal追求个人音乐和演艺事业，成员Bregendal和Pepke决定分手。